# مجاز عمار
مجاز عمار (به عربی: مجاز عمار) یک شهرداری در الجزایر است که در Houari Boumédienne District واقع شده‌است.
 مجاز عمار  ۷٬۷۰۳ نفر جمعیت دارد.